# Sporobolus atrovirens
Sporobolus atrovirens är en gräsart som först beskrevs av Carl Sigismund Kunth, och fick sitt nu gällande namn av Carl Sigismund Kunth. Sporobolus atrovirens ingår i släktet droppgräs, och familjen gräs. Inga underarter finns listade i Catalogue of Life.